# Bernard VIII de Lippe
Pour les articles homonymes, voir Bernard VIII.
Bernard VIII, Comte de Lippe (né le 6 décembre 1527 à Detmold, où il est mort le 15 avril 1563) est comte de Lippe de 1547 à sa mort.

## Biographie
Le père de Bernard, Simon V de Lippe, meurt en 1536, lorsque Bernard a huit ans. Comme il est trop jeune, le pays est gouverné par un conseil de régence composé du comte Philippe Ier de Hesse, le comte Adolphe de Schaumbourg et le comte Jobst II de la Hoya (en). Bernard est élevé dans la foi luthérienne.
En 1546, il prend personnellement le gouvernement du comté de Lippe et au cours de son règne, il essaye de renforcer la foi luthérienne dans son comté. Ce développement de la foi luthérienne rencontre la désapprobation de Charles Quint, dont les troupes occupent le comté Lippe dans le cadre de la Guerre de Schmalkalden (1546-1547) et après la défaite du côté protestant en 1548, commence la mise en œuvre de l'Intérim d'Augsbourg. En conséquence, Lippe devient fief impérial.
En 1555, Bernard se rend à la Diète d'Augsbourg en personne, et, en 1556, il convoque une réunion du clergé protestant dans son comté. Toujours en 1556, il déclare la guerre au comte Jean II de Rietberg (en). En 1559, Bernard donne le château de Sternberg à son frère Herman Simon comme apanage. Cette cession déclenche une succession de litiges avec le comté de Schaumbourg.

## Mariage et descendance
De son mariage avec Catherine (1524-1583), fille du comte Philippe III de Waldeck-Eisenberg et d'Anne de Clèves, il a les enfants suivants :
- Anne (1551-1614) mariée en 1576, le comte Wolfgang II de Everstein-Massow
- Madeleine de Lippe (1552-1587) mariée, en 1572, avec le comte Georges Ier de Hesse-Darmstadt (1547-1596)
- Simon VI de Lippe-Frein (1554-1613) marié d'abord, en 1578, la comtesse Armgard de Rietberg (1551-1584) puis remarié en 1585, avec la comtesse Élisabeth de Holstein-Schauenburg (1566-1638)
- Bernardine de Lippe, née posthume (1563-1628) mariée en 1578 au comte Louis de Leiningen-Leiningen (en) (1577-1622)